# Reinhard Wagner
Reinhard Wagner (Zettingen, 16 novembre 1876 – Waterloo, 2 aprile 1964) è stato un ginnasta e multiplista statunitense.

## Carriera
Wagner partecipò ai Giochi olimpici di Saint Louis 1904 nelle gare di triathlon e ginnastica. Giunse ottavo al concorso a squadre, venticinquesimo nel concorso generale individuale, ventiduesimo nel triathlon e ventinovesimo nel concorso a tre eventi.